# Romain Gary
Romain Gary, pseudonimo di Roman Kacew (Vilnius, 21 maggio 1914 – Parigi, 2 dicembre 1980), è stato uno scrittore, aviatore e diplomatico lituano naturalizzato francese, uomo dai molteplici talenti, partecipò alla Resistenza e fu anche sceneggiatore e regista.
Fu l'unico scrittore a vincere eccezionalmente per due volte il Premio Goncourt: la prima nel 1956 con Le radici del cielo, utilizzando lo pseudonimo Romain Gary, la seconda nel 1975 con La vita davanti a sé col nom de plume di Émile Ajar.

## Biografia

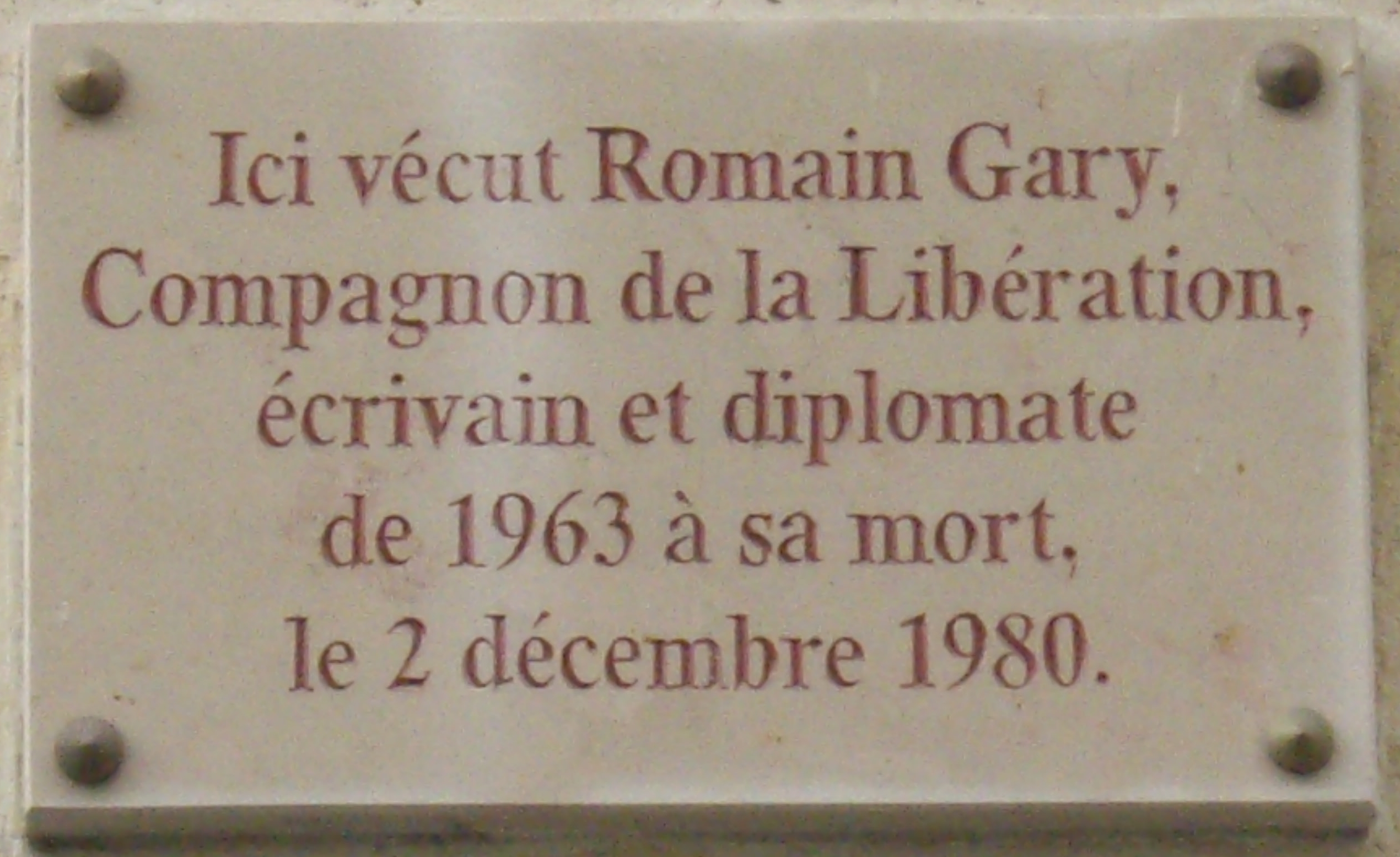
Memoria di Romain Gary, al 108 di rue du Bac, Paris 7e

Egli nacque col nome di Roman Kacew (Yiddish: רומן קצב‎ Roman Katsev, Russo: Рома́н Ле́йбович Ка́цев, Roman Leibovich Katsev)) a Vilnius, in Lituania, allora nell'Impero Russo. Figlio di Arieh-Leib Kacew (1883-1942), e di Mina Owczyńska (1879-1941), un'attrice, entrambi ebrei lituani. Deportati nella Russia centrale nel 1915, stettero poi a Mosca fino al 1920. Ritornarono a Vilnius, per poi stabilirsi a Varsavia.
Gary e la madre arrivarono illegalmente in Francia, a Nizza, quando egli aveva 14 anni. Studiò giurisprudenza prima a Aix-en-Provence e poi a Parigi. Imparò a pilotare un aereo arruolandosi nell'aviazione francese a Salon-de-Provence e nella base aerea di Avord, vicino a Bourges. Ma sebbene avesse completato con successo il corso, egli fu l'unico dei quasi trecento cadetti della sua classe a non essere promosso a ufficiale. Gary attribuì l'ostracismo alla diffidenza dei vertici militari francesi per il suo essere uno straniero ed ebreo. 
Leggermente ferito il 13 giugno 1940 in volo, egli rimase contrariato dall'armistizio. Dopo aver ascoltato l'appello alla radio del Generale Charles de Gaulle, dopo alcuni tentativi falliti, raggiunse Algeri alla guida di un aereo per aderire alla "Francia libera" (l'organizzazione di resistenza agli invasori tedeschi) e prestò servizio nelle Forces aériennes françaises libres. Fu in questo periodo di servizio che egli adottò il nome Romain Gary, partecipando a 25 missioni aeree. Terminò la guerra come "Compagnon de la Libération" e per il suo coraggio venne decorato con onorificenze e medaglie, tra le quali quella di comandante della Legion d'onore.
Dopo la fine delle ostilità, intraprese una carriera di diplomatico al servizio della Francia. Negli anni cinquanta soggiornò a lungo a Los Angeles (California) come Console generale di Francia. Fu il marito prima della scrittrice Lesley Blanch e poi dell'attrice americana Jean Seberg, dalla quale divorziò. Poco più di un anno dopo il suicidio di questa (avvenuto nel settembre 1979, per ingestione di barbiturici), profondamente depresso per il sopraggiungere della vecchiaia, si diede la morte sparandosi alla tempia, dopo aver avuto cura d'indossare una vestaglia rosso vermiglio perché il sangue non si notasse troppo.
Dopo la sua morte si scoprì che, sotto lo pseudonimo di Émile Ajar, era l'autore di quattro romanzi la cui paternità era stata attribuita ad un suo parente, Paul Pavlovitch, il quale aveva assunto il ruolo di Ajar di fronte alla stampa e all'opinione pubblica. Si aggiunga che Ajar e Gary non furono i suoi soli pseudonimi; aveva infatti anche scritto un romanzo poliziesco-politico, Le teste di Stéphanie, con il nome di Shatan Bogat e una allegoria satirica, L'uomo con la colomba, firmata Fosco Sinibaldi (sin- sostituisce gar- in Gar-ibaldi).
Grazie al suo spirito di mistificazione (Gary e Ajar significano rispettivamente "brucia!" e "brace" in russo; alcune frasi si trovano identiche negli scritti di entrambi gli autori), Romain Gary fu l'unico scrittore a ottenere due volte il Premio Goncourt. La prima volta nel 1956 con il suo pseudonimo usuale, per Le radici del cielo, e la seconda volta nel 1975 con lo pseudonimo di Émile Ajar, per La vita davanti a sé. Scrisse inoltre varie opere fantascientifiche. Romain Gary girò anche due film, di cui fu sia regista che sceneggiatore, che non riscossero molto successo.
Diversi suoi libri vennero adattati per il cinema, in particolare Chiaro di donna (1979) di Costa-Gavras, con Yves Montand e Romy Schneider come protagonisti, e La vita davanti a sé (1977) di Moshé Mizrahi, che ottenne l'Oscar come miglior film straniero e con Simone Signoret, che ottenne il César come miglior attrice per il ruolo di Madame Rosa. Nel 2017 il regista francese Eric Barbier ricavò un film da La promessa dell'alba, romanzo autobiografico ispirato al rapporto dello scrittore con la madre.

## Opere

### Come Roman Kacew
- L'Orage (racconto pubblicato il 15 febbraio 1935 sul periodico Gringoire), in Tempesta, Vicenza, Neri Pozza, 2024
- Une petite femme (racconto pubblicato il 24 maggio 1935 su Gringoire), in Tempesta, Vicenza, Neri Pozza, 2024
- Le Vin des morts (scritto nel 1937), ed. stabilita da Philippe Brenot, Gallimard, 2014 [postumo]
  - Il vino dei morti, Vicenza, Neri Pozza, 2021.

### Come Romain Gary
- Forest of Anger, London, Cresset Press, 1944; Éducation européenne, Paris, Calmann-Lévy, 1945; nuova ed., Paris, Gallimard, 1956.
  - Formiche a Stalingrado, Milano, Mondadori, 1946
  - Educazione europea, Vicenza, Neri Pozza, 2006
- Tulipe, Calmann-Lévy, 1946
- Le Grand Vestiaire, Gallimard, 1948
- Les Couleurs du jour, Gallimard, 1952
- Les Racines du ciel, Gallimard, 1956
  - Le radici del cielo, Cino Del Duca, 1958; Vicenza, Neri Pozza, 2009; Vicenza, BEAT, 2017.
- La Promesse de l'aube, Gallimard, 1960
  - La promessa, Cino Del Duca, 1962
  - La promessa dell'alba, Vicenza, Neri Pozza, 2006; Vicenza, BEAT, 2017.
- Johnnie Cœur, (pièce teatrale) Gallimard, 1961
- The Talent Scout, 1961; Les Mangeurs d'étoiles (La Comédie américaine 1), Gallimard, 1966
- Gloire à nos illustres pionniers (racconti) Gallimard, 1962
- Les oiseaux vont mourir au Pérou, Gallimard, 1962
  - Gli uccelli vanno a morire in Perù, Vicenza, Neri Pozza, 2019.
- Lady L., Michael Joseph, 1958
  - Lady L., Cino Del Duca, 1959
- The Ski Bum, Harper & Row, 1965; trad. francese col titolo Adieu Gary Cooper, come secondo volume della collezione La Comédie américaine, Gallimard, 1969.
  - Addio Gary Cooper, Vicenza, Neri Pozza, 2018.
- Pour Sganarelle (Frère Océan 1, saggio), Gallimard, 1965
- La Danse de Gengis Cohn (Frère Océan 2), Gallimard, 1967
- La Tête coupable (Frère Océan 3), Gallimard, 1968
- Chien blanc, Gallimard, 1970
- Le Grec (abbozzo di romanzo incompiuto, 1970), in Tempesta, Vicenza, Neri Pozza, 2024
- À bout de souffle (abbozzo di romanzo incompiuto, 1970)
  - Cane bianco, Vicenza, Neri Pozza, 2009.
- Les Trésors de la mer Rouge, Gallimard, 1971
- Europa , Gallimard, 1972
- Les Enchanteurs, Gallimard, 1973
- La nuit sera calme, Gallimard, 1974
  - La notte sarà calma, Vicenza, Neri Pozza, 2011
- Au-delà de cette limite votre ticket n’est plus valable, Gallimard, 1975
  - Biglietto scaduto, Milano, Rizzoli, 1976; Vicenza, Neri Pozza, 2008.
- Clair de femme, Gallimard, 1977 
  - Chiaro di donna, Bellinzona, Casagrande, 2001.
- Charge d'âme, Gallimard, 1977
- La Bonne Moitié (pièce teatrale), Gallimard, 1979
- Les Clowns lyriques, Gallimard, 1979
- Les Cerfs-volants , Gallimard, 1980
  - Gli aquiloni , Vicenza, Neri Pozza, 2017.
- Vie et mort d'Émile Ajar, Gallimard, 1981 (postumo)
  - Vita e morte di Emile Ajar, SSLMIT, 1983; Vicenza, Neri Pozza, 2016.
- L'Homme à la colombe, Gallimard, 1984 (versione postuma definitiva)
- L'Orage (postumo, racconti), 2005
  -  Tempesta, traduzione di Riccardo Fedriga, Postfazione di Éric Neuhoff, Collana Biblioteca, Vicenza, Neri Pozza, 2024.
- Tulipe ou la Protestation, adattamento scenico del romanzo, 2007 (postumo)
- Le Sens de ma vie. Entretien, prefazione di Roger Grenier, 2014 (postumo)
  - Il senso della mia vita, conversazione, Vicenza, Neri Pozza, 2020.

### Racconti
- Géographie humaine, 1943 (apparso su La Marseillaise, 7 marzo 1943, p. 5), in Tempesta, Vicenza, Neri Pozza, 2024
- Sergent Gnama, 1946  (apparso su Le bulletin de l'Association des Français libres, gennaio 1946, pp. 11-13), in Tempesta, Vicenza, Neri Pozza, 2024
- Gloire à nos illustres pionniers, 1962; rieditata nel 1975 col titolo Les oiseaux vont mourir au Pérou (raccolta di 16 racconti)
- Dix ans après ou la plus vieille histoire du monde, 1967 (apparso su Icare, n° 44, inverno 1967-1968, pp. 200-202), in Tempesta, Vicenza, Neri Pozza, 2024

### Come Émile Ajar
- Gros-Câlin, Mercure de France, 1974
  - Cocco mio, Milano, Rizzoli, 1979.
  - Mio caro pitone, Vicenza, Neri Pozza, 2010.
- La Vie devant soi, Mercure de France, 1975
  - La vita davanti a sé, Milano, Rizzoli, 1976; Vicenza, Neri Pozza, 2005.
- Pseudo, Mercure de France, 1976
  - Pseudo, Vicenza, Neri Pozza, 2019.
- L'Angoisse du roi Salomon, Mercure de France, 1979
  - L'angoscia del re Salomone, Milano, Rizzoli, 1981; Firenze, Giuntina, 2008; Milano, Feltrinelli, 2020.

### Come Fosco Sinibaldi
- L'Homme à la colombe, 1958 (adattato per il teatro da Romain Gary col titolo Johnnie Cœur, Gallimard, 1961); versione postuma definitiva, 1984.

### Come Shatan Bogat
- Les Têtes de Stéphanie , Gallimard, 1974

## Filmografia

### Regista
- 1968: Gli uccelli vanno a morire in Perù (Oiseaux vont mourir au Pérou)
- 1971: Police Magnum / Kill!

### Sceneggiature e adattamenti
- 1958: Le radici del cielo (The Roots of Heaven), regia di John Huston;
- 1959: L'uomo che capiva le donne (da Les Couleurs du jour) diretto da Nunnally Johnson;
- 1962: Il giorno più lungo, con John Wayne, Robert Ryan, Richard Burton, Henry Fonda e Eddie Albert.;
- 1965: Lady L (dall'omonimo romanzo), diretto da Peter Ustinov;
- 1970: Promessa all'alba (Promise at Dawn, dal romanzo La promesse de l'aube), diretto da Jules Dassin;
- 1971: The Ski Bum (dal romanzo omonimo: titolo italiano Relazione intima), diretto da Bruce D. Clark.[6];
- 1977: La vita davanti a sé, regia di Moshé Mizrahi;
- 1981: Ricordati Venezia (Your Ticket Is No Longer Valid), con Richard Harris, Jennifer Dale, George Peppard e Jeanne Moreau, regia di George Kaczender;
- 1982: Cane bianco, regia di Samuel Fuller;
- 1993: Genghis Cohn, film TV con Antony Sher, Robert Lindsay, Matthew Marsh e Diana Rigg, regia di Elijah Moshinsky;
- 2007: Les cerfs-volants, film TV dal romanzo omonimo, regia di Jérôme Cornuau;
- 2010: La vie devant soi, film TV, regia di Myriam Boyer;
- 2017: La promessa dell'alba (La promesse de l'aube), diretto da Éric Barbier;
- 2020: La vita davanti a sé, con Sophia Loren, Ibrahima Gueye, Renato Carpentieri, regia di Edoardo Ponti;

## Canzoni
- Kill'em all, 1971